# Phyllonorycter lysimachiaeella
Phyllonorycter lysimachiaeella är en fjärilsart som först beskrevs av Victor Toucey Chambers 1875.  Phyllonorycter lysimachiaeella ingår i släktet guldmalar, och familjen styltmalar. Inga underarter finns listade i Catalogue of Life.